# Cicurina arizona
Cicurina arizona là một loài nhện trong họ Dictynidae.
Loài này thuộc chi Cicurina. Cicurina arizona được Ralph Vary Chamberlin & Wilton Ivie miêu tả năm 1940.